# Andrei Radu
Andrei Ionuț Radu, plus connu sous le nom d'Ionuț Radu ou d'Andrei Radu, né le 28 mai 1997 à Bucarest en Roumanie, est un footballeur international roumain qui évolue au poste de gardien de but au RC Celta.

## Carrière

### En club

#### Débuts de carrière en Italie (2015-2018)
Il commence à jouer au football à 8 ans et joue successivement au Viitorul Bucarest, au Steaua et au Dinamo. Début 2013, il déménage en Italie, rejoignant brièvement l'US Pergolettese avant d'être recruté par l'Inter Milan au milieu de 2013 et rejoint l'équipe junior,.
Le 14 mai 2016, lors de la dernière journée de la saison, il fait ses débuts en équipe senior pour l'Inter en remplaçant Juan Pablo Carrizo à la 72e minute lors d'une défaite 1 à 3 à l'extérieur contre Sassuolo. Le 4 octobre, il prolonge son contrat de quatre ans avec les Nerazzurri jusqu'en juin 2020.
Le 15 juillet 2017, il est ensuite prêté pendant un an à US Avellino, en deuxième division, avec option d'achat. Il fait ses débuts au deuxième tour de la Coppa Italia, lors d'une victoire à domicile 1-0 contre SS Matera, le 6 août. Le 18 septembre, il fait ses débuts en Serie B lors d'un match nul 1 à 1 à domicile contre Venezia FC. Le 24 octobre, il garde, pour la première fois, ses buts inviolé lors d'une victoire à domicile de 1-0 sur le Pro Vercelli. Radu conclut son prêt avec le Biancoverdi avec 24 apparitions, 5 matchs sans buts encaissé et 30 buts concédés.

#### Genoa CFC (2018-2020)
Le 29 juin 2018, Ionuț Radu, 21 ans, est prêté au Genoa CFC avec obligation d'achat au début de la saison suivante. Le président du club, Enrico Preziosi, a révélé que les frais de transfert s’élevaient à 9 millions d’euros, ce qui ferait de lui le gardien de but roumain le plus cher,.
Après que Federico Marchetti ait été utilisé comme partant lors des quatre premiers matchs de la saison A, Ionuț Radu fait ses débuts le 26 septembre contre le Chievo Vérone, en réussissant à garder ses cages inviolées lors de la victoire 2-0. Il est jugé responsable de plusieurs buts que son équipe a concédés lors des prochains matches, cependant, il est soutenu par son coach, Ivan Jurić, qui imputait ses erreurs à son jeune âge. Le 3 novembre, il a concédé cinq buts de son club mère, l'Inter Milan.
Il est nommé pour le prix du footballeur roumain de l'année fin novembre 2018. En janvier 2019, l'UEFA l'inclut dans la liste des cinquante meilleurs jeunes footballeurs à surveiller de cette année. En dépit d'avoir été entraîné par trois entraîneurs différents tout au long de la saison, il a conservé sa place de titulaire et disputé 33 matchs de championnat lors de la saison 2018-2019.
En juin 2019, comme convenu, le Genoa accepta de l'acheter pour 8 millions d'euros, mais il fut immédiatement racheté par l'Inter Milan pour un montant de 12 millions d'euros. L'accord est officiellement annoncé en juillet 2019 et retourne, ensuite, au Genoa avec un nouveau prêt d'une saison.

#### Retour à l'Inter (2020-2025)
L'Inter Milan prêté Radu à Parme Calcio pour le reste de la saison 2019-2020, mais il n'a joué dans aucun match pendant son passage au Stadio Ennio Tardini. La saison suivante, il apparait dans deux matches de Serie A pour l'Inter qui finit champion d'Italie pour la première fois en 11 ans.
Lors d'un départ rare le 27 avril 2022, Radu commet une erreur qui a permis à Nicola Sansone de marquer le but de la victoire dans une défaite 2-1 en championnat contre Bologne FC. Ce résultat fait chuter l'Inter à la deuxième place du classement, où il reste pour le reste de la saison derrière l'AC Milan.
Le 8 juillet 2022, Radu rejoint l'US Cremonese avec un prêt d'une saison. Après 9 matchs consécutifs en tant que titulaire, il se blesse et est remplacé par Marco Carnesecchi, en tant que titulaire dans les cages. Le 25 janvier 2023, il quitte le championnat italien pour un nouveau prêt à l'AJ Auxerre en Ligue 1.
Le 27 juillet 2023, il rejoint la Premier League et signe à l'AFC Bournemouth pour un prêt d'une saison, avec une option d'achat. D'abord utilisé comme doublure de Neto, il joue son premier match en ligue le 28 octobre 2023 lors d'une victoire contre Burnley FC (2-1).

#### Venise FC (février-juin 2025)
Le 3 février 2025, Radu signe pour cinq mois au Venise FC avec un contrat de cinq mois. Il fait ses débuts le 9 février après la blessure de Filip Stanković, il réalise quatre clean-sheets et remporte trois prix consécutifs de joueur du match. Le club est relégué en  Série B et il quitte le club.

#### Celta de Vigo (depuis 2025)
Le 10 juin 2025, Andrei Radu signe, comme joueur libre, pour quatre ans au Celta de Vigo. 

### En équipe nationale
Ionuț Radu représente d'abord la Roumanie en tant qu'espoirs et participe aux éliminatoires du championnat d'Europe 2019. Il a fait ses débuts le 13 juin 2017, lors d'une victoire 2-0 à l'extérieur sur le Liechtenstein. Il est nommé capitaine en septembre 2018, parant deux penaltys, respectivement contre le Portugal et la Bosnie-Herzégovine. Le mois suivant, les Tricolorii mici finissent en tête du groupe et se qualifient ainsi pour la phase finale pour la deuxième fois de son histoire.
Il est appelé pour la première fois dans l'équipe senior roumaine pour les éliminatoires de l'UEFA Euro 2020 contre la Norvège et Malte en juin 2019. Plus tard au cours du même mois, il est sélectionné pour le championnat d'Europe espoirs, organisé en Italie, concédant trois buts en quatre matchs lors des phases de groupe, qui assure la première place à son pays. La Roumanie est finalement éliminée par l'Allemagne, championne en titre, en demi-finale, après une défaite de 2 à 4.
Il joue son premier match avec l'équipe sénior, le 23 septembre 2022, lors d'un match de Ligue des nations contre la Finlande.

## Statistiques
Actualisé le 8 novembre 2023.
| Club                   | Saison  | Ligue          | Ligue  | Ligue | Coupe  | Coupe | Europe | Europe | Autres | Autres | Total  | Total |
| Club                   | Saison  | Ligue          | Matchs | Buts  | Matchs | Buts  | Matchs | Buts   | Matchs | Buts   | Matchs | Buts  |
| ---------------------- | ------- | -------------- | ------ | ----- | ------ | ----- | ------ | ------ | ------ | ------ | ------ | ----- |
| Inter Milan            | 2015–16 | Serie A        | 1      | 0     | 0      | 0     | —      | —      | —      | —      | 1      | 0     |
| Inter Milan            | 2016–17 | Serie A        | 0      | 0     | 0      | 0     | 0      | 0      | —      | —      | 0      | 0     |
| Inter Milan            | 2020–21 | Serie A        | 2      | 0     | 0      | 0     | 0      | 0      | —      | —      | 2      | 0     |
| Inter Milan            | 2021–22 | Serie A        | 1      | 0     | 1      | 0     | 0      | 0      | 0      | 0      | 2      | 0     |
| Inter Milan            | Total   | Total          | 4      | 0     | 1      | 0     | 0      | 0      | 0      | 0      | 5      | 0     |
| US Avellino (prêt)     | 2017–18 | Serie B        | 22     | 0     | 2      | 0     | —      | —      | —      | —      | 24     | 0     |
| Genoa CFC (prêt)       | 2018–19 | Serie A        | 33     | 0     | 0      | 0     | —      | —      | —      | —      | 33     | 0     |
| Genoa CFC (prêt)       | 2019–20 | Serie A        | 17     | 0     | 2      | 0     | —      | —      | —      | —      | 19     | 0     |
| Genoa CFC (prêt)       | Total   | Total          | 50     | 0     | 2      | 0     | —      | —      | —      | —      | 52     | 0     |
| Parma (prêt)           | 2019–20 | Serie A        | 0      | 0     | 0      | 0     | —      | —      | —      | —      | 0      | 0     |
| US Cremonese (prêt)    | 2022–23 | Serie A        | 9      | 0     | 1      | 0     | —      | —      | —      | —      | 10     | 0     |
| AJ Auxerre (prêt)      | 2022–23 | Ligue 1        | 17     | 0     | 0      | 0     | —      | —      | —      | —      | 17     | 0     |
| AFC Bournemouth (prêt) | 2023–24 | Premier League | 2      | 0     | 3      | 0     | —      | —      | 0      | 0      | 5      | 0     |
| Total                  | Total   | Total          | 104    | 0     | 9      | 0     | 0      | 0      | 2      | 0      | 116    | 0     |

## Palmarès

### Club
- Inter Milan Primavera
  - Tournoi de Viareggio : 2015
  - Coupe d'Italie Primavera : 2015-2016

- Inter Milan
  - Champion d'Italie : 2020-2021
  - Supercoupe d'Italie : 2021
  - Coupe d'Italie : 2021-2022

### Distinction individuelle
- Élu Footballeur roumain de l'année en 2019 [34]